# HER2/neu
HER2/neu (human epidermal growth factor receptor 2, offizieller Name: ERBB2, erb-b2 receptor tyrosine kinase 2) gehört zur Familie der epidermalen Wachstumsfaktorrezeptoren (EGF-Rezeptor). HER2/neu stimuliert die Zellproliferation über den RAS-MAP-Kinase-Weg und hemmt den programmierten Zelltod (Apoptose) über den mTOR-Signalweg. Neben seinem gehäuften Auftreten bei Mammakarzinomen wird HER2/neu auch in der Diagnostik und Behandlung von gastroösophagealen Adenokarzinomen (z. B. Magenkarzinom) adressiert.

## Therapeutische Bedeutung bei Brustkrebs

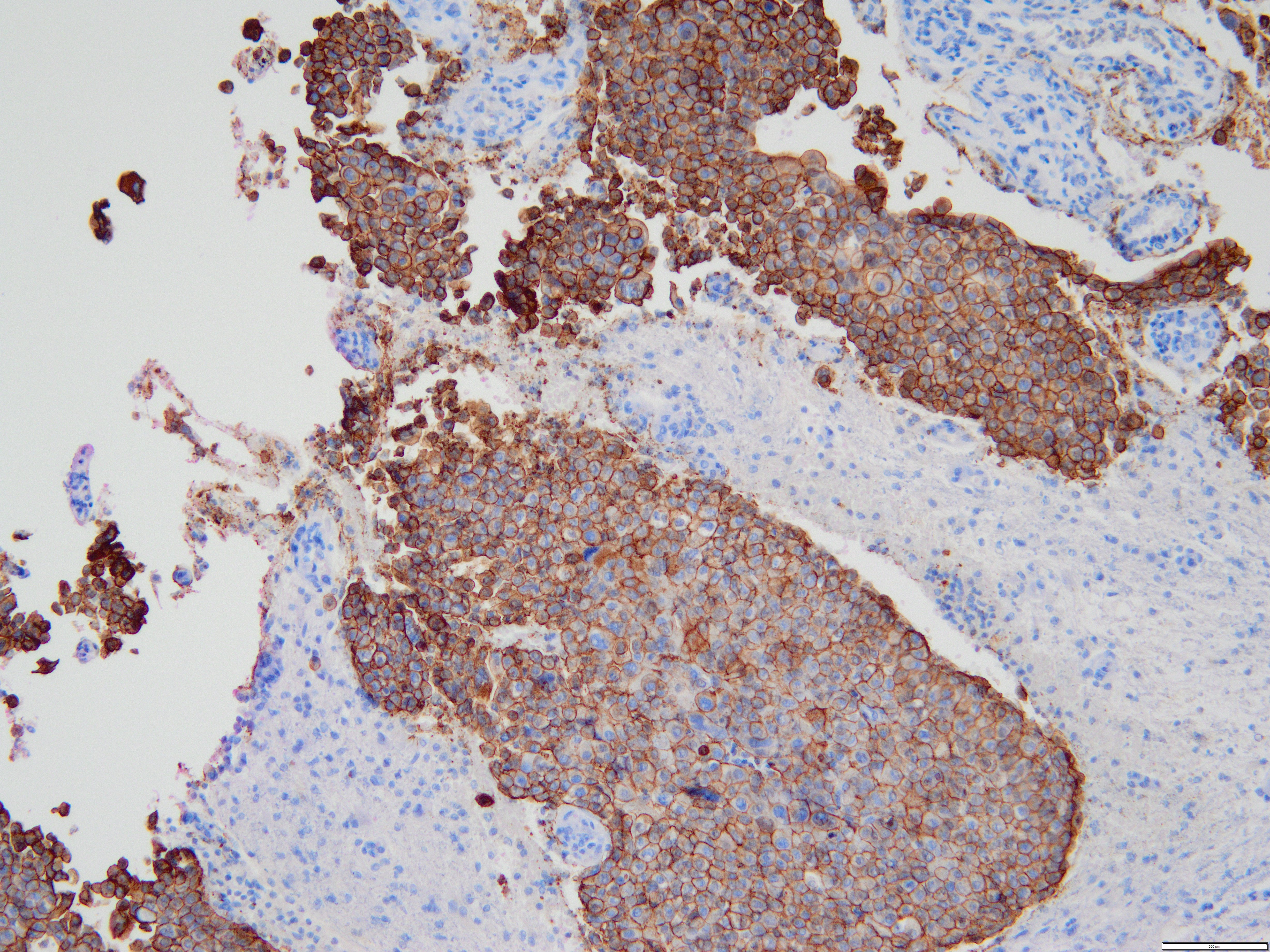
HER2/neu Immunhistochemie. Starke Überexpression (3+) in einer Tumorgewebeprobe.

HER2/neu spielt eine wichtige Rolle in der Behandlung und Diagnostik des Mammakarzinoms (Brustkrebses). In etwa 15 – 30 % aller invasiven Mammakarzinome ist der Rezeptor stark überexprimiert. Damit ist seine Wirkung vervielfacht, was sich bis zur Entwicklung und Zulassung spezieller Antikörper-Therapien im Jahr 2000 in einer schlechteren Prognose, das heißt mit einem schnelleren Tumorwachstum und einer schnelleren Tumorausbreitung äußerte. Ob der Krankheitsverlauf durch eine HER2/neu-Überexpression beeinflusst ist, kann mittels immunhistochemischer Methoden nachgewiesen werden. Die Feststellung der nachgewiesenen Überexpression wird mit „HER2-positiv“ bezeichnet. Das Ergebnis wird üblicherweise in folgender Skala ausgedrückt:
0 = negativ, keine Überexpression
1+ = schwache Reaktion, keine Überexpression
2+ = mäßig starke Reaktion, schwache Überexpression
3+ = starke Reaktion, starke Überexpression
Ein therapeutischer Ansatz ergab sich aus folgender Überlegung: Wenn es gelänge, mit einem gegen das HER2/neu Protein gerichteten Antikörper diese Rezeptoren zu blockieren, somit die wachstumsfördernden Signale von den Krebszellen fernzuhalten, dann müsste sich das Wachstum der Krebszellen verlangsamen und aufheben lassen.

## Trastuzumab
„HER2-positive“ Patienten können daher von einer Therapie mit einem humanisierten Antikörper Trastuzumab (Handelsname: Herceptin, Hersteller: Roche) profitieren, denn er ist gegen den extrazellulären Teil des HER2-Rezeptors gerichtet. Er blockiert ihn und unterbricht damit seine intrazelluläre Wirksamkeit. Darüber hinaus führt Trastuzumab zur sogenannten "Antikörper vermittelten zellulären Zytotoxizität" (ADCC) und der "Antikörper vermittelten zellulären Phagozytose" (ADCP). Beide Effekte wirken sich positiv auf die Tumorregression aus. 
Trastuzumab kann auch in Kombination mit dem monoklonalen Antikörper Pertuzumab und Docetaxel verabreicht werden.
Weil die Therapie mit dem Antikörper sehr teuer ist, muss vor der Therapie sichergestellt werden, dass eine Wirkung erwartet werden kann. Vor einer Therapie mit Trastuzumab wird zunächst mittels Immunhistochemie getestet, ob das HER2-Gen amplifiziert und überexprimiert ist. Nur ein dreifach positives Ergebnis in der immunhistochemischen Untersuchung des Tumorgewebes, im Sinne einer besonders deutlichen Überexpression, gilt als ausreichend, die Indikation zur Therapie mit dem Antikörper zu stellen. Als Bestätigungstest steht in Zweifelsfällen die In-situ-Hybridisierung zur Verfügung, genauer der FISH-Test. Die Therapie mit Trastuzumab wird nach verschiedenen Protokollen, zum Beispiel über ein Jahr mit dreiwöchentlichen Gaben, durchgeführt und insgesamt gut vertragen. Es besteht jedoch die Möglichkeit toxischer Wirkungen auf das Herz, weshalb zur therapiebegleitenden Kontrolle regelmäßige Herz-Ultraschalluntersuchungen durchgeführt werden.

## Neratinib
Seit August 2018 ist der Tyrosinkinase-Inhibitor Neratinib (Handelsname: Nerlynx, Hersteller: Pierre Fabre) zur Behandlung von „HER2-positivem“ Brustkrebs im Frühstadium nach einer Operation zugelassen, um das Risiko eines erneuten Auftretens der Erkrankung (Rezidiv) zu senken. Neratinib wird nach einer Behandlung mit Trastuzumab angewendet.